# Se på mej
"Se på mej" ("Olha para mim") foi a canção que representou a Suécia no Festival Eurovisão da Canção 1995 que se realizou em Dublin, Irlanda no dia 13 de maio de 1995.
A referida canção foi interpretada em sueco por Jan Johansen. Foi a décima-oitava canção a ser interpretada na noite do festival, a seguir à canção cipriota "Sti Fotia", cantada por Alexandros Panayi e antes da canção dinamarquesa "Fra Mols til Skagen", interpetada por Aud Wilken. A canção sueca terminou em 3.º lugar (entre 23 participantes), recebendo um total de 100 pontos. No ano seguinte, a Suécia far-se-ia representar com a canção Den vilda, cantada pela banda One More Time.

## Autores
A canção tinha letra de Ingela Forsman, música de Håkan Almqvist e de Bobby Ljunggren e foi orquestrada por Anders Berglund.

## Letra
Trata-se de uma canção de amor em que Johansen fala com a sua amante dizendo-lhe que está pior do que ela e pede-lhe que olhe para ele e que ele estará sempre à espera dela, aconteça o que acontecer.
"Portanto olha para mim, oho... um abrigo na tempestade.
Com uma nuvem, que nasceu para te levar.
Sim olha para mim, oho... na luz e na escuridão.
Eu estarei lá e nunca te deixarei"

## Versões
Johansen gravou uma versão em inglês intitulada "Another night".

## Top de vendas
A canção alcançou o n.º 1 do top sueco, o Sverigetopplistan por duas vezes. A primeira vez foi a 21 de abril de 1995, mantendo-se nessa posição durante quatro semanas. Voltou ao nº 1 em 9 de junho do mesmo ano, desta feitapor cinco semanas.